# Rebecca Jenkins
Rebecca Jenkins (nacida en 1959 o 1960 en Innisfall, Alberta) es una actriz y cantante canadiense.

## Primeros años
Aunque nació en Innisfail, Rebecca pasó un par de sus años de crecimiento en Halifax, Nueva Escocia, y un año en Nueva York.

## Actriz
Como actriz, ella empezó su carrera en 1987 después de haber estudiado en el Vancouver Playhouse Acting School y en la Universidad de Waterloo en Ontario. Tuvo papeles como protagonista en la serie de la CBC Puerto Negro, y en las películas Adiós Adiós Blues (1989), Del Sur de Wawa (1991) Marion Puente (2002), Wilby Maravilloso (2004), Completa nueva cosa (2005),  y Supervolcán (2005). También tuvo un papel de apoyo en la película de 1992 de Bob Roberts, como Dolores Perrigrew.
Rebecca Jenkins también apareció en la miniserie de NBC 10.5, donde retrató a la gobernadora de California Carla Williams. También apareció en la serie Sobrenatural (2006). Su siguiente proyecto de televisión fue Past Sins (2006), que apareció en Lifetime. En el 2012, Rebecca Jenkins apareció en la película documental Sarah Polley Historias jugando el papel de la madre de Polley madre Diane en recreaciones dramáticas.
Por sus actuaciones como actriz ella ganó 6 Nominaciones para el Premio Gemini, 1 Premio y 2 Nominaciones para el Premio Genie, 1 Nominación para el Premio Leo y otros 3 Premios en  3 diferentes competiciones.

## Música
Como cantante, Jenkins principalmente ha sido una vocalista de respaldo para Jane Siberry y Club de Paracaídas. También grabó música para un número de recopilación y beneficio canadienses álbumes, y participó en la Cuenta Vuestro concierto de Bendiciones con Siberry, Holly Cole, Mary Margaret O'Hara y Victoria Williams. 
Adicionalmente Jenkins ha protagonizado en el Adiós Adiós Blues álbum de banda sonora; su carácter en la película es la de una mujer que canta jazz para apoyar a su familia mientras que su marido está fuera durante Segunda Guerra Mundial. Finalmente actuó en la grabación con título "Adiós Adiós Blues" en Calgary el 1 de septiembre de 2005, abriendo la noche de la celebración del centenar de Alberta.
En el 2007 se planificó la publicación de su primer álbum de solo, una colección de estándares de jazz. Su marido, Joel Bakan, un guitarrista de jazz la compaña así como Al Matheson en trompeta y Liam Macdonald en tambores y percusión. Siguiendo esta publicación de jazz, iba a haber una publicación de su material original.
Ella también participó en una serie radiofónica de cinco semanas llamada Tranquila con la cantante-compositor David Ramsden. El espectáculo radiofónico estuvo grabado semanalmente con cuatro nuevas cantantes femeninas en el CBC Glenn Gould Estudio. Entre los huéspedes estuvo Carole Pape, Holly Cole, Lee Whalen, Lori Yates, Molly Johnson, Kate Fenner y Mary Margaret O'Hara.
En el 2013 Jenkins tocó la música en el 25 aniversario del Vancouver Jewish Film Festival.

## Vida personal
En julio del 2004 Jenkins se casó con Joel Bakan, el escritor del libro y de la película documental La Corporación y acompañante musical suya en la isla Galiano. Tiene dos hijos y vive con su familia en Vancouver, Canadá.

## Filmografía

### Películas
| Año  | Título                | Función           | Notas      |
| ---- | --------------------- | ----------------- | ---------- |
| 1988 | Los cowboys no lloran | Lucy Morgan       | —————      |
| 1988 | Reencuentro familiar  | Caitlin           | —————      |
| 1989 | Adiós Blues           | Daisy Cooper      | —————      |
| 1990 | La Hambruna Dentro    | Narrador          | Documental |
| 1991 | Del sur de Wawa       | Lizette           | —————      |
| 1991 | Clearcut              | Louise            | —————      |
| 1992 | Bob Roberts           | Delores Pettigrew | —————      |
| 2002 | Interstate 60         | Susan Ross        | —————      |
| 2002 | Pasado Perfecto       | Charlotte         | —————      |
| 2002 | Marion Puente         | Theresa           | —————      |
| 2003 | La República del Amor | Maeve             | —————      |
| 2004 | Wilby Maravilloso     | Sandra Anderson   | —————      |
| 2005 | Completa nueva cosa   | Kaya              | —————      |
| 2009 | Cole                  | Señora Cuartos    | —————      |
| 2010 | Hijos & Padres        | Rebecca           | —————      |
| 2012 | Historias que decimos | Diane Polley      | —————      |

### Televisión
| Año     | Título                                 | Función                        | Notas                                     |
| ------- | -------------------------------------- | ------------------------------ | ----------------------------------------- |
| 1989    | La calle legal                         | Sarah Melchuck                 | "Sin Prejuicio"                           |
| 1990    | Carretera a Avonlea                    | Sylvia Gris                    | "Señora vieja Lloyd"                      |
| 1991    | Darrow                                 | Ruby Darrow                    | Película de televisión                    |
| 1992    | Till Death Us Do Part                  | Sandra Stockton                | Película de televisión                    |
| 1992    | Imágenes de ruptura                    | Angela Nolan                   | Película de televisión                    |
| 1993    | X-Men                                  | Heather McNeil Hudson (voz)    | "Repo Hombre"                             |
| 1993    | Destiny Ridge                          | Linda Hazelton                 | Película de televisión                    |
| 1994    | Cosecha para el Corazón                | Madeline "Maddy" Hansen        | Película de televisión                    |
| 1995    | Nilus the Sandman: El Primer Día       | Trenda (Voz)                   | Película de televisión                    |
| 1996    | La leyenda de Ruby Plata               | Kay Rainie                     | Película de televisión                    |
| 1996-99 | Puerto negro                           | Katherine Hubbard              | Función principal                         |
| 1997    | Comerciantes                           | Hermana Connie                 | "Ministerio del Interior"                 |
| 1998    | Desconocido en Ciudad                  | Katherine                      | Película de televisión                    |
| 2000    | Más allá de la dimensión               | Madrigueras de Louise del #dr. | "El Beholder"                             |
| 2000    | Coger una Estrella En descenso         | Joyce McMurphy                 | Película de televisión                    |
| 2000    | Ángeles en el Infield                  | Claire Everett                 | Película de televisión                    |
| 2000    | Nuremberg                              | Irene Jackson                  | Miniserie de televisión                   |
| 2000    | Lecciones de amor                      | Anne                           | Película de televisión                    |
| 2000    | Objetos extranjeros                    | Judith                         | "Celebridad"                              |
| 2001    | Y Nunca Dejado Su Ir                   | Kathleen Fahey-Hosey           | Película de televisión                    |
| 2001    | Sexo, Obsesión & de Mentiras           | Annika                         | Película de televisión                    |
| 2002    | Corazones culpables                    | Nora Runkle                    | Película de televisión                    |
| 2002    | Los Asociados                          | Melody Atwater                 | "El deseo del corazón", "Sin duda Quizás" |
| 2002    | El misterio Nero Wolfe                 | Robina Keane                   | "El Testigo Próximo"                      |
| 2003    | Las historias de Nero Wolfe            | Yvonne                         | "El Sunrise"                              |
| 2003    | La Zona Crepuscular                    | Señora Malone                  | "Regreso"                                 |
| 2004    | Hospital de reino                      | Rene Klingerman                | "Beso de adiós"                           |
| 2004    | 10.5                                   | Gov. Carla Williams            | Miniserie de televisión                   |
| 2004    | Cinco Personas que conoces en el cielo | La madre de Eddie              | Película de televisión                    |
| 2005    | Supervolcán                            | Wendy Reiss                    | Película de televisión                    |
| 2005    | Al Del oeste                           | Susannah Wheeler               | "Sueños y Esquemas"                       |
| 2005-06 | Godiva Es                              | Godiva                         | Recurring Función                         |
| 2006    | Sobrenatural                           | Demanda Ann Grange             | "Faith"                                   |
| 2006    | Pecados pasados                        | Janice Bradford                | Película de televisión                    |
| 2006    | Reencuentro                            | El jefe de Carla               | "1998"                                    |
| 2008    | El Guardia                             | Joanne                         | "Viniendo A través de Niebla"             |
| 2010    | Vínculo de Silencio                    | Sandra                         | Película de televisión                    |